# 晒口站
晒口站位于福建省南平市邵武市晒口街道，建于1956年，2007年新建综合办公楼。距鹰潭站159公里，距厦门站535公里。现为四等站。不办理客运业务，货运办理整车货物发到，为邵武地区的主要货运站。